# Campionati africani di lotta 1989
I campionati africani di lotta 1989 sono stati l'8ª edizione della manifestazione continentale organizzata dalla FILA. Si sono svolti nel 1989 a Il Cairo in Egitto. 

## Podi

### Uomini

#### Lotta libera
| Evento   | Oro                        | Argento                   | Bronzo                      |
| 48 kg    | Amos Ojo Nigeria           | Ben Zaid Yaeine Algeria   | Kaled Said Egitto           |
| 52 kg    | Farg Elomeinem Egitto      | Boutchich Choukri Tunisia | Garbal Ame Nigeria          |
| 57 kg    | Linas Ovre Nigeria         | Tarek Ibrahim Egitto      | Abdel Hachaichi Algeria     |
| 62 kg    | Abdel Ashref Egitto        | Haoua Bouk Algeria        | Abdelkader Bahloul Tunisia  |
| 68 kg    | Ibo Oziti Nigeria          | Ahmed Sabera Egitto       | Hassan Said Souaken Marocco |
| 74 kg    | Essam Abd Aziz Egitto      | Olufemi Nigeria           | Kmal Bourahli Algeria       |
| 82 kg    | Victor Kodei Nigeria       | Said Mouhssen Egitto      | Abdallah Attar Marocco      |
| 90 kg    | Christian Iloanusi Nigeria | Badel Mohamed Egitto      | Zouhair Seghaier Tunisia    |
| 100 kg   | Ali Said Caber Egitto      | Idriss Mesnaoui Marocco   | Parsad Balkisson Mauritius  |
| + 100 kg | Jackson Bidei Nigeria      | Abdelkader Haous Algeria  | Ibrahim Abo Naga Egitto     |

#### Lotta greco-romana
| Evento   | Oro                          | Argento                     | Bronzo                             |
| 48 kg    | Ahmed Mohamed Egitto         | Ben Zaid Yaeine Algeria     | Moomen Mohamed Marocco             |
| 52 kg    | Asam Abdel Aziz Egitto       | Naanai Abdel Rahman Marocco | Ahmed Benatia Algeria              |
| 57 kg    | Ali Houimli Tunisia          | Samir Kamal Egitto          | Said Animar Marocco                |
| 62 kg    | Habib Lakhal Tunisia         | Hassan Hosam Egitto         | Mazouz Bendjedaa Algeria           |
| 68 kg    | Hosam M. Hamed Egitto        | Abdelkarim Naamani Algeria  | Hassan Said Souaken Marocco        |
| 74 kg    | Ali Hassan Egitto            | Kamel Bourahli Algeria      | Abdallah Attar Marocco             |
| 82 kg    | Mohy Eldin Egitto            | Lotfi Rahmani Algeria       | Mboke Honori Camerun               |
| 90 kg    | Moustafa Abdel-Hareth Egitto | Jean Youmbi Camerun         | Zouhair Seghaier Tunisia           |
| 100 kg   | Kamal Abdou Egitto           | Abdel Bedyor Algeria        | Khalifa Ben Nasseur Tunisia        |
| + 100 kg | Hassan El-Hadad Egitto       | Rabah Selmi Algeria         | Navind Sharmaph Ramsaran Mauritius |

## Medagliere
La nazione ospitante è evidenziata.
| Pos.   | Paese     | Oro | Argento | Bronzo | Totale |
| ------ | --------- | --- | ------- | ------ | ------ |
| 1      | Egitto    | 12  | 6       | 2      | 20     |
| 2      | Nigeria   | 6   | 1       | 1      | 8      |
| 3      | Tunisia   | 2   | 1       | 4      | 7      |
| 4      | Algeria   | 0   | 9       | 4      | 13     |
| 5      | Marocco   | 0   | 2       | 6      | 8      |
| 6      | Camerun   | 0   | 1       | 1      | 2      |
| 7      | Mauritius | 0   | 0       | 2      | 2      |
| Totale | Totale    | 20  | 20      | 20     | 20     |